# Macrothemis ludia
Macrothemis ludia là loài chuồn chuồn trong họ Libellulidae. Loài này được Belle mô tả khoa học đầu tiên năm 1987.